# Eccellenza Campania 2024-2025
Il campionato italiano di calcio di Eccellenza regionale 2024-2025 è la trentaquattresima edizione del campionato di Eccellenza. Rappresenta il quinto livello del campionato italiano e il primo a livello regionale.
Questi sono i gironi organizzati dal Comitato Regionale della regione Campania.

## Stagione

### Avvenimenti
Il campionato regionale di Eccellenza Campania 2024-2025 è strutturato sulla base di due gironi da 18 squadre. A fronte delle quattro promozioni in Serie D della stagione precedente, dalla massima categoria dilettantistica sono retrocesse solo due formazioni campane, il Gladiator e il Santa Maria Cilento. A compensazione delle otto retrocessioni in Promozione, dalla stessa salgono sei società: Ebolitana, Frattese, Heraclea e Sessana (vincenti dei quattro gironi), più Virtus Afragola e Virtus Stabia vincenti dei play-off regionali. Per raggiungere quota 36 squadre si rendono pertanto necessari i ripescaggi di Micri, Lions Montemiletto e Victoria Marra dalla Promozione, più quello del retrocesso Salernum Baronissi. 
I gironi vengono pubblicati il 7 agosto 2024, mentre i calendari sono presentati il 26 agosto.

### Aggiornamenti
Di seguito sono riportati gli spostamenti di titolo sportivo o altre modifiche sostanziali:
- il titolo sportivo della Mariglianese è passato ad Ercolano con il cambio denominazione in A.S.D. F.C. Ercolanese;
- da Scafatese a Frocalcio;
- il titolo sportivo dell'Ercolanese è passato a Sant'Anastasia;
- il Portici scambia il titolo sportivo con il Savoia;
- da Puteolana a Real Normanna;
- da Givova Capri Anacapri a Pomigliano;
- da Giffoni Sei Casali a Battipagliese;
- da Virtus Avellino Santo Stefano a Virtus Serino.

## Girone A

### Squadre partecipanti
Di seguito sono riportati i club e gli stadi in cui disputeranno gli incontri casalinghi:
| Club                         | Città                         | Stadio                             | Stagione precedente                                                   |
| ---------------------------- | ----------------------------- | ---------------------------------- | --------------------------------------------------------------------- |
| A.S.D. A.C. Afragolese       | Afragola (NA)                 | Stadio Luigi Moccia                | 5º posto in Eccellenza Campania/A                                     |
| A.S.D. Albanova Calcio       | Casal di Principe (CE)        | Stadio Angelo Scalzone             | 11º posto in Eccellenza Campania/A                                    |
| A.S.D. Castelvolturno Calcio | Castel Volturno (CE)          | Stadio Gregorio Conte (Mondragone) | 7º posto in Eccellenza Campania/A                                     |
| F.C. Ercolanese              | Ercolano (NA)                 | Stadio Raffaele Solaro             | 8º posto in Eccellenza Campania/A                                     |
| F.C. Frattese 1928           | Frattamaggiore (NA)           | Stadio Pasquale Ianniello          | 1º posto in Promozione Campania/B, promossa                           |
| Frocalcio                    | Lusciano (CE)                 | Stadio Augusto Bisceglia           | 13º posto in Prima Categoria Campania/B, retrocessa dopo il play-out  |
| Gladiator 1924 S.S.D. a r.l. | Santa Maria Capua Vetere (CE) | Stadio Mario Piccirillo            | 15º posto in Serie D/G, retrocesso dopo il play-out                   |
| A.S.D. Micri Calcio          | Pomigliano d'Arco (NA)        | Stadio Paolo Borsellino (Volla)    | 7º posto in Promozione Campania/B, ripescata                          |
| Montecalcio Club 2023        | Monte di Procida (NA)         | Stadio Vezzuto Marasco             | 6º posto in Eccellenza Campania/A                                     |
| F.C. S.S. Nola 1925          | Nola (NA)                     | Stadio Sporting Club               | 3º posto in Eccellenza Campania/A                                     |
| A.S.D. Pomigliano            | Pomigliano d'Arco (NA)        | Stadio Ugo Gobbato                 | 15º posto in Eccellenza Campania/A, retrocesso dopo il play-out       |
| S.S.D. Portici 1906          | Portici (NA)                  | Stadio San Ciro                    | 14º posto in Serie D/I                                                |
| CSDS Quarto 2012             | Quarto (NA)                   | Stadio Castrese Giarrusso          | 10º posto in Eccellenza Campania/A                                    |
| A.S.D. Real Forio 2014       | Forio (NA)                    | Stadio Salvatore Calise            | 14º posto in Eccellenza Campania/A                                    |
| A.S.D. Real Normanna 1925    | Aversa (CE)                   | Stadio Augusto Bisceglia           | Ritirato dal campionato di Eccellenza Campania/A                      |
| Sant'Anastasia Calcio 1945   | Sant'Anastasia (NA)           | Stadio Agostino De Cicco           | 8º posto in Promozione Campania/B                                     |
| A.C. Sessana                 | Sessa Aurunca (CE)            | Stadio Ernesto Prassino            | 1º posto in Promozione Campania/A, promossa                           |
| Virtus Afragola Soccer       | Afragola (NA)                 | Stadio Luigi Moccia                | 2º posto in Promozione Campania/A, promossa dopo i play-off regionali |

### Classifica
Aggiornamento al 18 agosto 2025.
|  | Pos. | Squadra         | Pt | G  | V  | N  | P  | GF | GS  | DR  |
|  | ---- | --------------- | -- | -- | -- | -- | -- | -- | --- | --- |
|  | 1.   | Afragolese      | 82 | 34 | 24 | 10 | 0  | 76 | 11  | +65 |
|  | 2.   | Real Normanna   | 74 | 34 | 22 | 8  | 4  | 66 | 26  | +40 |
|  | 3.   | Real Forio      | 72 | 34 | 21 | 9  | 4  | 66 | 29  | +37 |
|  | 4.   | Gladiator       | 71 | 34 | 21 | 8  | 5  | 72 | 24  | +48 |
|  | 5.   | Nola            | 71 | 34 | 21 | 8  | 5  | 70 | 21  | +49 |
|  | 6.   | Ercolanese      | 68 | 34 | 20 | 8  | 6  | 77 | 30  | +47 |
|  | 7.   | Portici         | 55 | 34 | 17 | 4  | 13 | 43 | 38  | +5  |
|  | 8.   | Pomigliano      | 51 | 34 | 14 | 9  | 11 | 51 | 44  | +7  |
|  | 9.   | Albanova        | 49 | 34 | 13 | 10 | 11 | 42 | 47  | -5  |
|  | 10.  | Castelvolturno  | 45 | 34 | 13 | 6  | 15 | 45 | 52  | -7  |
|  | 11.  | Sessana         | 41 | 34 | 11 | 8  | 15 | 34 | 44  | -10 |
|  | 12.  | Sant'Anastasia  | 38 | 34 | 11 | 5  | 18 | 36 | 38  | -1  |
|  | 13.  | Quarto          | 38 | 34 | 7  | 17 | 10 | 53 | 57  | -4  |
|  | 14.  | Montecalcio     | 38 | 34 | 10 | 8  | 16 | 62 | 68  | -9  |
|  | 15.  | Frattese        | 19 | 34 | 5  | 4  | 25 | 34 | 68  | -34 |
|  | 16.  | Virtus Afragola | 15 | 34 | 3  | 6  | 25 | 29 | 102 | -73 |
|  | 17.  | Frocalcio       | 13 | 34 | 4  | 1  | 29 | 26 | 98  | -72 |
|  | 18.  | Micri           | 13 | 34 | 4  | 1  | 29 | 37 | 120 | -83 |

Legenda:
      Promosso in Serie D.
 Ai play-off o ai play-out.
      Retrocesso in Promozione.
 Promozione diertta.
 Retrocessione diretta.
Regolamento:
Tre punti a vittoria, uno a pareggio, zero a sconfitta.
In caso di arrivo di due o più squadre a pari punti, la graduatoria verrà stilata secondo la classifica avulsa tra le squadre interessate che prevede, in ordine, i seguenti criteri:
- Punti negli scontri diretti
- Differenza reti negli scontri diretti
- Differenza reti generale
- Reti realizzate in generale
- Sorteggio

Note
Real Normanna promossa in Serie D in quanto vincente le finali nazionali dei play-off.

### Risultati

#### Tabellone
|                 | AFR  | ALB  | CAS  | ERC  | FRA  | FRO  | GLA  | MIC  | MON  | NOL  | POM  | POR  | QUA  | RFO  | RNO  | SAN  | SES  | VAF  |
| --------------- | ---- | ---- | ---- | ---- | ---- | ---- | ---- | ---- | ---- | ---- | ---- | ---- | ---- | ---- | ---- | ---- | ---- | ---- |
| Afragolese      | –––– | 5-0  | 3-0  | 3-0  | 2-0  | 4-0  | 1-0  | 6-0  | 1-0  | 0-0  | 1-0  | 2-0  | 4-1  | 0-0  | 2-0  | 0-0  | 2-0  | 6-0  |
| Albanova        | 1-1  | –––– | 0-0  | 0-3  | 0-0  | 2-1  | 1-1  | 2-1  | 1-1  | 1-3  | 1-1  | 0-3  | 4-4  | 2-0  | 1-3  | 2-1  | 2-1  | 2-0  |
| Castelvolturno  | 1-2  | 1-2  | –––– | 0-4  | 2-1  | 2-0  | 1-4  | 2-0  | 2-1  | 2-2  | 1-0  | 2-0  | 1-2  | 1-3  | 1-2  | 2-0  | 1-1  | 3-0  |
| Ercolanese      | 0-0  | 1-4  | 1-0  | –––– | 3-0  | 3-1  | 0-2  | 6-0  | 3-0  | 1-1  | 2-1  | 2-0  | 1-0  | 2-2  | 1-2  | 2-2  | 1-0  | 6-0  |
| Frattese        | 0-2  | 1-3  | 0-2  | 1-2  | –––– | 3-0  | 0-1  | 4-2  | 4-1  | 0-3  | 0-1  | 1-2  | 2-2  | 0-2  | 0-3  | 1-2  | 3-0  | 1-1  |
| Frocalcio       | 1-5  | 0-2  | 2-3  | 0-7  | 2-1  | –––– | 0-4  | 1-2  | 2-1  | 0-3  | 1-2  | 1-2  | 0-2  | 1-5  | 0-3  | 1-2  | 1-2  | 3-1  |
| Gladiator       | 1-1  | 2-0  | 2-1  | 2-2  | 2-0  | 4-1  | –––– | 5-0  | 1-1  | 3-2  | 1-1  | 0-1  | 2-1  | 3-0  | 4-0  | 3-1  | 3-0  | 6-0  |
| Micri           | 0-4  | 1-2  | 3-4  | 0-8  | 1-3  | 1-3  | 0-3  | –––– | 2-5  | 2-3  | 1-3  | 1-5  | 6-2  | 1-2  | 2-2  | 0-3  | 3-6  | 1-3  |
| Montecalcio     | 3-3  | 0-1  | 2-2  | 0-5  | 2-1  | 3-1  | 1-1  | 5-0  | –––– | 0-2  | 5-4  | 1-2  | 1-1  | 0-2  | 2-4  | 0-0  | 0-1  | 6-0  |
| Nola            | 0-0  | 1-1  | 5-0  | 0-0  | 4-0  | 4-1  | 0-1  | 3-0  | 3-2  | –––– | 2-1  | 2-0  | 1-1  | 2-0  | 0-1  | 1-0  | 2-0  | 10-0 |
| Pomigliano      | 0-1  | 3-0  | 1-0  | 1-2  | 2-1  | 4-0  | 1-0  | 5-2  | 2-4  | 1-2  | –––– | 3-1  | 2-2  | 0-0  | 0-0  | 1-0  | 1-1  | 1-1  |
| Portici         | 0-1  | 0-2  | 2-1  | 1-4  | 1-0  | 1-0  | 0-0  | 5-0  | 2-3  | 0-4  | 1-0  | –––– | 0-1  | 0-2  | 0-0  | 1-0  | 2-0  | 4-0  |
| Quarto          | 1-2  | 0-0  | 1-1  | 0-2  | 4-0  | 5-0  | 2-2  | 4-1  | 2-2  | 0-2  | 3-3  | 1-1  | –––– | 0-0  | 0-2  | 0-0  | 1-1  | 3-3  |
| Real Forio      | 1-1  | 3-2  | 2-1  | 2-0  | 3-1  | 6-0  | 1-0  | 5-2  | 4-2  | 1-1  | 1-2  | 1-1  | 4-0  | –––– | 1-1  | 2-1  | 2-0  | 2-0  |
| Real Normanna   | 0-0  | 0-0  | 3-1  | 1-1  | 4-3  | 3-0  | 0-1  | 4-0  | 5-1  | 1-0  | 6-0  | 2-1  | 1-0  | 0-0  | –––– | 1-0  | 2-0  | 3-1  |
| Sant'Anastasia  | 1-2  | 2-0  | 0-2  | 4-0  | 3-0  | 1-1  | 1-0  | 0-1  | 2-3  | 0-1  | 1-2  | 0-1  | 2-3  | 1-2  | 1-2  | –––– | 1-0  | 2-0  |
| Sessana         | 0-4  | 2-1  | 0-0  | 0-0  | 2-0  | 2-1  | 1-2  | 2-0  | 2-0  | 1-0  | 0-0  | 0-1  | 2-2  | 1-2  | 2-0  | 0-1  | –––– | 2-2  |
| Virtus Afragola | 0-5  | 1-0  | 1-2  | 0-2  | 2-2  | 2-0  | 2-6  | 0-1  | 3-4  | 0-1  | 0-2  | 1-2  | 2-2  | 0-3  | 0-5  | 1-2  | 1-2  | –––– |

#### Play-off
|  | Semifinali | Semifinali          | Semifinali |             |   | Finale        | Finale | Finale |  |
|  |            |                     |            |             |   |               |        |        |  |
|  | 3          | Real Florio         | 2          |             |   |               |        |        |  |
|  | 3          | Real Florio         | 2          |             |   |               |        |        |  |
|  | 4          | Gladiator           | 0          |             |   |               |        |        |  |
|  | 4          | Gladiator           | 0          |             | 2 | Real Normanna | 3      |        |  |
|  |            |                     |            |             | 2 | Real Normanna | 3      |        |  |
|  |            |                     | 3          | Real Florio | 2 |               |        |        |  |
|  | 2          | Real Normanna (dts) | 3          | Real Florio | 2 | 0             |        |        |  |
|  | 2          | Real Normanna (dts) |            |             |   |               |        |        |  |
|  | 5          | Nola                | 0          |             |   |               |        |        |  |

##### Semifinali
|               | Risultati    |           | Luogo e data           |
| ------------- | ------------ | --------- | ---------------------- |
| Real Forio    | 2-0          | Gladiator | Forio, 11 maggio 2025  |
| Real Normanna | 0-0 (d.t.s.) | Nola      | Aversa, 11 maggio 2025 |
|               |              |           |                        |

##### Finale
| Real Normanna | 3-2 | Real Forio | Aversa, 18 maggio 2025 |  |  |  |  |

## Girone B

### Squadre partecipanti
Di seguito sono riportati i club e gli stadi in cui disputeranno gli incontri casalinghi:
| Club                               | Città                            | Stadio                                         | Stagione precedente                                                             |
| ---------------------------------- | -------------------------------- | ---------------------------------------------- | ------------------------------------------------------------------------------- |
| U.S. Agropoli 1921                 | Agropoli (SA)                    | Stadio Raffaele Guariglia                      | 6º posto in Eccellenza Campania/B                                               |
| U.S.D. Apice Calcio 1964           | Apice (BN)                       | Stadio Perriello-Zampelli                      | 15º posto in Eccellenza Campania/B, salvo dopo il play-out                      |
| A.S.D. Audax Cervinara Calcio      | Cervinara (AV)                   | Stadio Canada - Roberto Cioffi                 | 9º posto in Eccellenza Campania/B                                               |
| A.S.D. Battipagliese Calcio        | Battipaglia (SA)                 | Stadio Luigi Pastena                           | 3º posto in Promozione Campania/D                                               |
| A.S.D. Buccino Volcei              | Buccino (SA)                     | Stadio Paolino Via                             | 5º posto in Eccellenza Campania/B                                               |
| A.S.D. Calpazio                    | Capaccio Paestum (SA)            | Stadio Tenente Michele Vaudano                 | 11º posto in Eccellenza Campania/B                                              |
| A.S.D. Rossoblu Castel San Giorgio | Castel San Giorgio (SA)          | Stadio Domenico Sessa                          | 2º posto in Eccellenza Campania/B                                               |
| A.S.D. Ebolitana Calcio 1925 F.C.  | Eboli (SA)                       | Stadio José Guimarães Dirceu                   | 1º posto in Promozione Campania/D, promossa                                     |
| A.S.D. Heraclea Calcio             | Candela (FG)                     | Stadio Mario Mitola                            | 1º posto in Promozione Campania/C, promossa                                     |
| A.S.C.S.D. Lions LMM Montemiletto  | Montemiletto (AV)                | Stadio Alfonso Fina                            | 4º posto in Promozione Campania/C, ripescato                                    |
| A.S.D. Salernum Baronissi          | Baronissi (SA)                   | Stadio Giannantonio Figliolia (Sava)           | 13º posto in Eccellenza Campania/B, retrocesso dopo il play-out e poi ripescato |
| A.S.D. AC Sant'Antonio Abate 1971  | Sant'Antonio Abate (NA)          | Stadio Vigilante Varone                        | 16º posto in Eccellenza Campania/B, salvo dopo il play-out                      |
| Pol. Santa Maria Cilento           | Santa Maria di Castellabate (SA) | Stadio Antonio Carrano                         | 18º posto in Serie D/H, retrocessa                                              |
| A.C.D. Santa Maria La Carità       | Santa Maria la Carità (NA)       | Stadio Santa Maria                             | 8º posto in Eccellenza Campania/B                                               |
| A.S.D. Città di Solofra            | Solofra (AV)                     | Stadio Agostino Gallucci                       | 12º posto in Eccellenza Campania/B                                              |
| S.C. Victoria Marra                | Scafati (SA)                     | Stadio 28 settembre 1943                       | 8º posto in Promozione Campania/D, ripescato                                    |
| Virtus Junior Stabia Friends       | Castellammare di Stabia (NA)     | Stadio Comunale (Casola di Napoli)             | 2º posto in Promozione Campania/D, promossa dopo i play-off regionali           |
| U.S.D. Virtus Serino 2013          | Serino (AV)                      | Stadio Emilio Renzulli (San Michele di Serino) | 10º posto in Eccellenza Campania/B                                              |

### Classifica
Aggiornamento al 18 agosto 2025.
|  | Pos. | Squadra               | Pt | G  | V  | N  | P  | GF | GS  | DR   |
|  | ---- | --------------------- | -- | -- | -- | -- | -- | -- | --- | ---- |
|  | 1.   | Heraclea              | 77 | 34 | 22 | 8  | 3  | 69 | 20  | +49  |
|  | 2.   | Battipagliese         | 75 | 34 | 22 | 6  | 5  | 64 | 28  | +36  |
|  | 3.   | Castel San Giorgio    | 67 | 34 | 17 | 13 | 3  | 58 | 20  | +38  |
|  | 4.   | Santa Maria La Carità | 64 | 34 | 20 | 4  | 9  | 59 | 27  | +32  |
|  | 5.   | Buccino Volcei        | 58 | 34 | 15 | 10 | 8  | 56 | 28  | +28  |
|  | 6.   | Virtus Stabia         | 53 | 34 | 13 | 14 | 6  | 51 | 31  | +20  |
|  | 7.   | Ebolitana             | 46 | 34 | 13 | 6  | 14 | 41 | 34  | +7   |
|  | 8.   | Salernum Baronissi    | 45 | 34 | 11 | 12 | 10 | 49 | 44  | +5   |
|  | 9.   | Santa Maria Cilento   | 45 | 34 | 12 | 8  | 13 | 46 | 41  | +5   |
|  | 10.  | Solofra               | 45 | 34 | 12 | 7  | 14 | 41 | 37  | +4   |
|  | 11.  | Virtus Serino         | 44 | 34 | 12 | 6  | 15 | 38 | 35  | +3   |
|  | 12.  | Apice                 | 44 | 34 | 10 | 12 | 11 | 40 | 40  | 0    |
|  | 13.  | Agropoli (-1)         | 42 | 34 | 11 | 8  | 14 | 33 | 34  | -1   |
|  | 14.  | Sant'Antonio Abate    | 42 | 34 | 11 | 8  | 14 | 37 | 38  | -1   |
|  | 15.  | Lions Montemiletto    | 39 | 34 | 10 | 9  | 14 | 39 | 39  | 0    |
|  | 16.  | Victoria Marra        | 35 | 34 | 7  | 11 | 15 | 33 | 51  | -18  |
|  | 17.  | Calpazio              | 10 | 34 | 2  | 4  | 27 | 16 | 64  | -48  |
|  | 18.  | Audax Cervinara (-1)  | 9  | 34 | 2  | 4  | 27 | 18 | 177 | -159 |

Legenda:
 Promozione diretta.
      Promosso in Serie D.
      Ammesso ai play-off nazionali.
 Ai play-off o ai play-out.
      Retrocesso in Promozione.
 Retrocessione diretta.
Note:
- L'Agropoli sconta un punto di penalizzazione.[13]

Regolamento:
Tre punti a vittoria, uno a pareggio, zero a sconfitta.
In caso di arrivo di due o più squadre a pari punti, la graduatoria verrà stilata secondo la classifica avulsa tra le squadre interessate che prevede, in ordine, i seguenti criteri:
- Punti negli scontri diretti
- Differenza reti negli scontri diretti
- Differenza reti generale
- Reti realizzate in generale
- Sorteggio

### Risultati

#### Tabellone
|                       | AGR  | API  | AUD  | BAT  | BUC  | CAL  | CSG  | EBO  | HER  | LMM  | SAL  | SAA  | SMC  | SML  | SOL  | VMA  | VSE  | VJS  |
| --------------------- | ---- | ---- | ---- | ---- | ---- | ---- | ---- | ---- | ---- | ---- | ---- | ---- | ---- | ---- | ---- | ---- | ---- | ---- |
| Agropoli              | –––– | 2-1  | 5-0  | 1-0  | 2-0  | 0-0  | 2-3  | 3-1  | 1-0  | 0-1  | 2-3  | 2-1  | 2-1  | 2-3  | 0-1  | 1-1  | 1-0  | 0-0  |
| Apice                 | 1-0  | –––– | 5-0  | 0-1  | 0-2  | 1-0  | 0-2  | 2-0  | 1-2  | 1-0  | 2-1  | 2-0  | 1-1  | 0-1  | 0-1  | 2-1  | 0-0  | 0-2  |
| Audax Cervinara       | 0-6  | 0-6  | –––– | 0-4  | 1-12 | 1-4  | 0-3  | 0-5  | 0-2  | 0-6  | 1-1  | 0-4  | 0-5  | 1-5  | 0-5  | 1-1  | 0-6  | 0-7  |
| Battipagliese         | 2-0  | 2-1  | 9-0  | –––– | 1-0  | 4-0  | 3-1  | 1-1  | 0-4  | 2-2  | 3-0  | 3-1  | 1-0  | 0-0  | 2-1  | 5-1  | 5-3  | 3-2  |
| Buccino Volcei        | 0-0  | 2-0  | 1-3  | 1-2  | –––– | 3-0  | 3-4  | 1-1  | 0-0  | 1-1  | 1-1  | 2-0  | 3-1  | 1-1  | 4-0  | 0-0  | 3-1  | 4-1  |
| Calpazio              | 1-1  | 0-1  | 2-3  | 0-2  | 0-2  | –––– | 1-5  | 1-2  | 0-2  | 0-2  | 0-2  | 0-1  | 1-0  | 0-4  | 1-4  | 1-3  | 0-0  | 1-2  |
| Castel San Giorgio    | 0-2  | 0-1  | 10-0 | 3-0  | 0-0  | 1-0  | –––– | 3-1  | 0-0  | 2-1  | 2-0  | 2-0  | 0-2  | 1-1  | 3-0  | 1-0  | 2-0  | 5-1  |
| Ebolitana             | 2-1  | 2-2  | 9-0  | 2-3  | 2-0  | 2-1  | 0-1  | –––– | 1-2  | 1-0  | 1-1  | 1-1  | 1-1  | 1-1  | 1-1  | 1-0  | 1-4  | 1-1  |
| Heraclea              | 2-1  | 1-0  | 12-0 | 2-0  | 1-4  | 1-1  | 3-1  | 3-0  | –––– | 3-0  | 2-0  | 2-1  | 3-0  | 3-1  | 1-0  | 0-0  | 1-0  | 0-1  |
| Lions Montemiletto    | 3-0  | 2-2  | 2-2  | 1-1  | 0-1  | 3-0  | 0-1  | 0-1  | 0-1  | –––– | 1-3  | 1-1  | 1-1  | 2-1  | 1-0  | 1-2  | 3-2  | 0-0  |
| Salernum Baronissi    | 2-0  | 0-1  | 7-1  | 2-1  | 1-2  | 3-0  | 1-2  | 1-1  | 1-2  | 0-2  | –––– | 1-1  | 0-3  | 1-0  | 1-0  | 0-0  | 0-0  | 0-0  |
| Sant'Antonio Abate    | 0-0  | 1-1  | 8-0  | 0-1  | 1-1  | 2-1  | 2-1  | 1-2  | 0-0  | 2-0  | 1-2  | –––– | 1-3  | 1-1  | 0-0  | 2-0  | 0-3  | 1-0  |
| Santa Maria Cilento   | 2-1  | 0-0  | 4-1  | 0-1  | 0-1  | 1-0  | 1-0  | 1-0  | 3-3  | 2-0  | 0-1  | 0-1  | –––– | 0-1  | 3-2  | 0-1  | 1-0  | 1-0  |
| Santa Maria La Carità | 1-1  | 2-1  | 11-0 | 0-1  | 1-0  | 2-0  | 1-0  | 4-0  | 1-1  | 1-1  | 1-1  | 2-0  | 1-0  | –––– | 1-0  | 3-3  | 3-0  | 0-0  |
| Solofra               | 2-0  | 1-0  | 5-0  | 1-2  | 1-0  | 3-1  | 0-0  | 2-2  | 1-4  | 2-0  | 1-1  | 0-1  | 2-0  | 0-2  | –––– | 4-1  | 1-2  | 0-1  |
| Victoria Marra        | 0-2  | 2-2  | 5-1  | 1-1  | 0-2  | 1-0  | 0-2  | 0-2  | 0-2  | 0-1  | 2-2  | 0-1  | 1-1  | 1-1  | 1-0  | –––– | 3-2  | 3-0  |
| Virtus Serino         | 2-0  | 1-0  | 1-1  | 0-3  | 1-2  | 3-0  | 0-2  | 0-0  | 0-5  | 3-1  | 2-0  | 4-1  | 0-1  | 4-3  | 0-0  | 3-1  | –––– | 1-1  |
| Virtus Stabia         | 3-0  | 2-2  | 5-1  | 0-0  | 1-1  | 2-0  | 2-1  | 2-2  | 2-2  | 2-1  | 2-2  | 1-0  | 2-0  | 0-0  | 1-2  | 5-0  | 1-1  | –––– |

#### Play-off
|  | Semifinali | Semifinali            | Semifinali |                    |               | Finale | Finale | Finale |  |
|  |            |                       |            |                    |               |        |        |        |  |
|  | 2          | Battipagliese         |            |                    |               |        |        |        |  |
|  | 2          | Battipagliese         |            |                    |               |        |        |        |  |
|  | 5          | Buccino Volcei        |            |                    |               |        |        |        |  |
|  | 5          | Buccino Volcei        |            | 2                  | Battipagliese | 2      |        |        |  |
|  |            |                       |            | 2                  | Battipagliese | 2      |        |        |  |
|  |            |                       | 3          | Castel San Giorgio | 0             |        |        |        |  |
|  | 3          | Castel San Giorgio    | 3          | Castel San Giorgio | 0             | 1      |        |        |  |
|  | 3          | Castel San Giorgio    |            |                    |               |        |        |        |  |
|  | 4          | Santa Maria La Carità | 0          |                    |               |        |        |        |  |

##### Semifinali
| Castel San Giorgio | 1-0 | Santa Maria La Carità | Castel San Giorgio, 10 maggio 2025 |  |  |  |  |

##### Finale
| Battipagliese | 2-0 | Castel San Giorgio | Battipaglia, 18 maggio 2025 |  |  |  |  |

#### Play-out
|                    | Risultati |                    | Luogo e data                       |
| ------------------ | --------- | ------------------ | ---------------------------------- |
| Agropoli           | 5-0       | Victoria Marra     | Agropoli, 11 maggio 2025           |
| Sant'Antonio Abate | 1-2       | Lions Montemiletto | Sant'Antonio Abate, 11 maggio 2025 |
|                    |           |                    |                                    |